# Octobranchus lingulatus
Octobranchus lingulatus är en ringmaskart som först beskrevs av Grube 1863.  Octobranchus lingulatus ingår i släktet Octobranchus och familjen Trichobranchidae. Inga underarter finns listade i Catalogue of Life.